# Tusmørkestråler
Tusmørkestråler eller crepuscularstråler (fra latin crepusculum: Tusmørke), er et fænomen i den atmosfæriske optik, hvor stråler af sollys ser ud til at komme fra et enkelt punkt på himlen. Disse stråler, der strømmer gennem huller i skyerne, er opdelte "søjler" af soloplyst luft med mellemrum af mørkere områder. Navnet kommer af, at de hyppigt optræder ved skumring, hvor der er stor kontrast mellem lys og mørke på himlen. Forskellige objekter i luften opdeler sollyset ved afbøjning, tilbagekastning og spredning, og derved fremkommer de synlige stråler. 
Tusmørkestråler er næsten parallelle, men ser ud til at løbe sammen på grund af en perspektivisk virkning. De fremkommer ofte, når objekter som bjergtoppe eller skyer delvis dækker solens stråler. I Danmark, hvor solen ved midsommer går ned i nordvest, kan skyggen af fjeldene i Sydnorge ved gunstige observationsforhold ses i Nordjylland.
De tre hovedformer for tusmørkestråler er:
- Lysstråler, der trænger gennem huller i lavthængende skyer (også kaldet en "Jakobsstige").
- Lysstråler, der synes at samles bag en sky.
- Blege, lyserøde eller rødlige stråler, der kommer fra solen, når den er under horisonten. Disse forveksles ofte med solsøjler.

Stråler af anden og tredje type vil i nogle tilfælde strække sig over hele himlen og give indtryk af at samle sig igen ved det punkt på himlen, som er direkte modsat solen, antisolpunktet. Disse stråler, som i almindelighed er svagere og derfor sjældnere observeres, kaldes anti-tusmørkestråler eller anti-crepuscularstråler. Ligesom tusmørkestråler er de parallelle søjler af sollys fra huller i skyerne, og deres tilsyneladende samling skyldes perspektivet.
Tusmørkestråler er ofte rødlige eller gullige, fordi atmosfæren virker som en enorm linse, der bryder strålerne fra den lavtstående sol, så deres vej gennem atmosfæren kan føre dem gennem en mængde luft, som er op til 40 gange tykkere end den, de skal igennem, når solen er i zenith. De mere kortbølgede blå og grønne stråler spredes mest af atmosfæriske partikler og bliver derfor svagere.
Tusmørkestråler kan lejlighedsvis ses under vandet, især i arktiske områder, hvor de dannes ved iskløfter og sprækker i isen.

## Andre udtryk for tusmørkestråler
- Buddhas fingre
- Guds hænder (også Guds fingre, Guds arme, Guds berøring)
- Jesus-stråler
- Solen trækker vand op – fra en tro i det antikke Grækenland om, at solstrålerne trak vand op i himlen (en tidlig beskrivelse af fordampning)
- Solens bakstag – et nautisk udtryk, som kommer fra det forhold, at bakstagene på et sejlskib på tilsvarende måde samler sig i et enkelt punkt (øverst på masten).
- Mauis reb – (oprindeligt taura a Maui) fra et Maori-eventyr, hvori Maui Potiki binder solen med reb for at gøre dagene længere.